# Filip (Ashagere)
Filip (imię świeckie Filipos Aszagere, ur. 19 sierpnia 1972) – duchowny Etiopskiego Kościoła Ortodoksyjnego, od 2017 biskup Południowego Omo. Sakrę biskupią otrzymał 16 lipca 2017.